# Су-15
Су-15 (според условното наименование на НАТО: Flagon) е съветски едноместен реактивен изтребител-прехващач. Разработен в началото на 1960-те години от ОКБ Сухой, той остава на въоръжение в Авиацията на ПВО на Съветския съюз до 1991 г. (в Украйна – до средата на 1990-те г.).

## Създаване и производство
Разработката на Су-15 започва в самото начало на 1960-те г. и е пряко следствие от неуспешните опити за прехват на американските разузнавателни самолети U-2, извършвани от прехващачите Су-9 и Су-11. Тази неспособност довежда до разработката на прототипа Т-58, чието на проектиране завършва през 1961 г. Паралелно с него се разработва и двудвигателен вариант на същата машина и се взема решение самолетът да бъде хибрид между двата варианта. Новият прототип е обозначен като Т-58Д (Д – доработен) и в средата на 1961 г. започва сглобяването му, но официалната дата на започване на модифицирането е 5 февруари 1962 г., когато излиза правителствено постановление, определящо етапите на работа.
Построени са три прототипа – Т-58Д-1, -2 и -3, като наземните изпитания на първия (Т-58Д-1) започват през април 1962 г., а първият полет се състои на 30 май същата година. Заводските изпитания, в чийто процес са направени редица доработки и конструктивни изменения, завършват през юли 1963 и от 5 август започват държавните изпитания. Те продължават още година (до средата на 1964 г.) като са извършвани прехвати и ракетни стрелби по реални цели. Държавните изпитания минават успешно, като единствената забележка на военните е недостатъчната далечина на полета, но конструкторите се справят успешно с проблема и на 30 април 1965 г. самолетът официално е приет на въоръжение под обозначението Су-15, а внедряването му в серийно производство започва през май същата година в завод № 153 в Новосибирск. Първата предсерийна машина излита на 6 март 1966 г., а масовото производство започва през 1967 г., като през това време са направени още някои подобрения в конструкцията. Самолетът и модификациите му се произвеждат серийно до 1980 г., като са произведени общо 1400 машини.

## Модификации
- Су-15 – Базов вариант на изтребителя с бордови радар „Орел-Д“.
- Су-15Т – Модификация на Су-15 с двигатели Р-13-300, нова бордова РЛС „Тайфун“, промени в авиониката, приспособен и за използване на ракети за близък бой Р-60. Произведена е малка серия, защото е заменен от новия Су-15ТМ.
- Су-15ТМ – Модификация на Су-15Т с модернизирана РЛС „Тайфун-М“ и други подобрения в авиониката и конструкцията.
- Су-15УТ – Двуместен учебно-боен вариант на базата на Су-15Т.
- Су-15УМ – Двуместен учебно-боен вариант на базата на Су-15ТМ.

От Су-15Т нататък самолетите получават възможността да носят въоръжение за нанасяне на удари по наземни цели, включващо контейнери с оръдия, свободнопадащи бомби и неуправляеми ракети, но тази възможност никога не е използвана заради липсата на прицел, позволяващ това използване.

## На въоръжение и бойно използване
Първите Су-15 постъпват на въоръжение през 1967 г. в 611 изтребителен авиополк, Су-15ТМ влиза в строя през 1972 г. Заедно с МиГ-23П той е основния прехващач на авиациата за ПВО и е на въоръжение в 25 строеви части. Използван е както за прехват на самолети-нарушители, така и за унищожаване на разузнавателни балони. Един от случаите на прехват на самолети-нарушители е на 17 юли 1981 г., когато Х. Кордеро, пилот на Canadair CL-44 на частна аржентинска компания, наето от Иран за превоз на оръжие от Турция, при полета си към Турция решава да съкрати маршрута и пресича съветското въздушно пространство над Армения. Самолетът е засечен от руските радари, но дежурният офицер остава пасивен и това окуражава аржентинския екипаж при завръщането си в Иран на другия ден да повтори постъпката си. Този път са вдигнати на прехват две двойки Су-15ТМ, но нерешителността и несъгласуваността на командването ги оставят без гориво преди да осъществят контакт с нарушителя. Тогава към него е насочен Су-15ТМ с пилот кап. В. Куляпин, който (отново поради несъгласуваност в действията на земята) настига нарушителя съвсем близо до границата и тъй като самолетът му е въоръжен само с ракети Р-98М и няма време за втори заход, кап. Куляпин, след получаването на заповед да свали нарушителя, прави таран със своя Су-15ТМ на транспортния самолет и се катапултира. От екипажа на аржентинския самолет не оцелява никой.
Су-15 е участник и в 2 инцидента, получили широк международен отзвук:

### Свалянето на Полет 902
На 20 април 1978 г. във въздушното пространство на СССР над Карелия навлиза южнокорейски Боинг B 707 на компанията KAL със 110 души на борда. Прехванат от двойка Су-15, екипажът на Боинга не се подчинява на сигналите на изтребителите и след заповед от земята, е свален от самолета с пилот кап. Басо̀в. Пътническият самолет каца принудително върху замръзналото езеро Лоухи край гр. Кем. При инцидента загиват двама и са ранени десет души.

### Свалянето на Полет 007
Пет години по-късно самолет Боинг B 747 на същата авиокомпания с 269 души на борда отново нарушава въздушното пространство на Съветския съюз този път над полуостров Камчатка. Екипажът отново не се подчинява на сигналите на прехваналите го Су-15ТМ и след два часа и половина полет над съветска територия е свален от самолета с пилот майор Генадий Осипович. Всички на борда загиват, а случаят предизвиква широк международен скандал.

## Оператори
СССР – Самолетът е на въоръжение в Авиацията на ПВО. Официално Су-15 е снет от въоръжение през 1991 г., а последните самолети са бракувани през 1992 г.
Украйна – След разпада на СССР известен брой Су-15 остават на въоръжение в Украйна, където служат в два авиополка до средата на 1990-те.